# Jorge Jiménez Espinal
Jorge Alexy Jiménez Espinal (Choluteca, Honduras, 10 de julio de 1978) es un director técnico de fútbol hondureño.

## Trayectoria
Jorge Jiménez desde muy pequeño fue apasionado al fútbol, jugando en equipos de categoría barrial y colegial en su natal Choluteca. Tras finalizar sus estudios secundarios tuvo la oportunidad de estudiar ingeniería, pero al mismo tiempo sentía el deseo de convertirse en entrenador de fútbol. Fue así que en 1996 comenzó dirigiendo a un equipo infantil en Choluteca. Posteriormente dirigió desde las categorías inferiores hasta el equipo de Liga Mayor de Municipal Valencia. En 2005 se le presentó la oportunidad de dirigir al equipo de la Liga Nacional de Honduras y no la desaprovechó, convirtiéndose así, en el segundo entrenador más joven de la historia de la Liga Nacional.
En 2006 se convierte en asistente técnico de Miguel Ángel Escalante en el banquillo de la Selección de fútbol sub-17 de Honduras. Estando allí, se logró la clasificación a la Copa Mundial de Fútbol Sub-17 de 2007 por medio del Torneo Sub-17 de la Concacaf 2007, en donde se logró el segundo lugar del Grupo A, el cual estaba conformado por Haití, México, El Salvador y Honduras. En la Copa Mundial de Fútbol Sub-17 de 2007, se colocó a Honduras en el Grupo C junto a España, Argentina y Siria; Honduras perdió todos los juegos (2:4 ante España, 1:4 ante Argentina y 0:2 ante Siria), con lo cual pasó a ser una las peores selecciones del campeonato junto a Nueva Zelanda y Trinidad y Tobago. En 2008 fue entrenador de dicha selección, pero por muy poco tiempo.
En 2008 asume la dirección técnica del Club Deportivo Necaxa de la Liga de Ascenso de Honduras, donde logró hacer campeón al equipo tres veces (Clausura 2009, Apertura 2009 y Clausura 2010). Finalmente lograron ascender a la Liga Nacional de Honduras, y en 2011, debido a malos resultados, renunció al banquillo de dicho club. Su lugar lo tomó el brasileño-hondureño Denilson Costa.
En 2012 fue asistente técnico del colombiano Luis Fernando Suárez en la Selección de fútbol sub-23 de Honduras que disputó los Juegos Olímpicos de Londres 2012. En dicho certamen, Honduras empató su primer partido con Marruecos (2:2), luego se venció a España (1:0) y se empató con Japón en el último (0:0). En los cuartos de final se enfrentó a Brasil, con los cuales Honduras cayó derrotada 2:3, en un partido histórico. En aquel plantel destacó la presencia de Arnold Peralta, Maynor Figueroa, Luis Garrido, Roger Espinoza, Andy Najar y Jerry Bengtson, que posteriormente se convertirían en la base de la selección mayor durante las eliminatorias y el mundial de Brasil 2014.
El 13 de diciembre de 2013 es nombrado nuevo director técnico de la Selección de fútbol sub-20 de Honduras. El primer torneo que dirigió fue el Torneo de Clasificación para el Campeonato Sub-20 de la Concacaf de 2015 que se disputó entre el 17 y 29 de julio de 2014. En ese torneo, se enfrentó a las selecciones de Panamá, Costa Rica, Nicaragua, Guatemala, Belice y El Salvador. Al final se logró clasificar al Campeonato Sub-20 de la Concacaf de 2015, tras quedar en el tercer lugar del torneo mencionado anteriormente.
Meses más tarde dirige a la selección sub-21 en el Torneo masculino de fútbol en los Juegos Centroamericanos y del Caribe de 2014. En dicho campeonato se compartió grupo con México, El Salvador y Jamaica; se perdió con México (2:5), y se le ganó a Jamaica y El Salvador (2:3 y 2:0 respectivamnete). En las semifinales se perdió con Venezuela (0:1) y también en partido por el tercer lugar contra Cuba (1:3).

## Clubes
| Club                         | País     | Año         |
| ---------------------------- | -------- | ----------- |
| Municipal Valencia           | Honduras | 2005 - 2006 |
| Selección de Honduras Sub-17 | Honduras | 2008        |
| Club Deportivo Necaxa        | Honduras | 2008 - 2011 |
| Selección de Honduras Sub-15 | Honduras | 2014        |
| Selección de Honduras Sub-20 | Honduras | 2014 - 2015 |
| Selección de Honduras        | Honduras | 2018 - 2019 |

## Palmarés

### Campeonatos nacionales
| Título               | Club   | País     | Año  |
| -------------------- | ------ | -------- | ---- |
| Clausura del Ascenso | Necaxa | Honduras | 2009 |
| Apertura del Ascenso | Necaxa | Honduras | 2009 |
| Clausura del Ascenso | Necaxa | Honduras | 2010 |